# خفاش میوه‌خوار برنئو
خفاش میوه‌خوار برنئو (نام علمی: Aethalops aequalis) نام یک گونه از تیره خفاش میوه‌خوار است.